# Léon de Mol
Léon de Mol (23 februari 2007) is een Belgisch basketballer.

## Carrière
De Mol speelde in de jeugd van Sint-Truidense Basketbal en vanaf 2021 in de jeugd van Limburg United. In het seizoen 2024/25 maakte hij zijn debuut in de BNXT League voor Limburg, hij speelde mee in de met 84-44 gewonnen wedstrijd tegen Den Helder Suns. Hij maakte in 2025 de overstap naar de tweede ploeg van de Leuven Bears.

### Nationale ploeg
De Mol is een jeugdinternational voor de Belgische nationale ploeg.